# Jericho 941
Jericho 941 — самозарядный пистолет с УСМ двойного/одинарного действия, разработанный компанией Israel Military Industries (ныне Israel Weapon Industries) и представленный в 1990 году.
Впервые он был импортирован в Соединенные Штаты в 1990 году компанией KBI, Inc. из Гаррисберга, штат Пенсильвания. Позже он был импортирован O.F. Mossberg & Sons и до конца 2008 года назывался Uzi Eagle, а Magnum Research, Inc. называла его Baby Eagle. Некоторые пистолеты от Magnum Research имеют маркировку Desert Eagle Pistol. Несмотря на то, что эти названия используются на американском рынке, Jericho 941 не имеет отношения к IMI Desert Eagle, за исключением его производства и дизайна от IMI, и имеет лишь небольшое внешнее сходство с более крупным пистолетом. С января 2009 года и до прекращения своей деятельности в январе 2010 года KBI, Inc. (которая также импортировала огнестрельное оружие Чарльза Дейли) импортировала пистолет как Jericho. Magnum Research, теперь подразделение Kahr Arms, объявила о возобновлении импорта Jericho.
В декабре 2014 года IWI US, Inc. объявила, что в начале 2015 года они начнут импортировать как стальную, так и полимерную версии Jericho 941.

## Особенности конструкции
Оригинальный Jericho 941 был разработан на основе пистолета CZ-75 и собран с использованием деталей, поставляемых итальянским оружейным домом Tanfoglio, который производил свои собственные клоны CZ-75. Использование проверенного дизайна  позволило IMI избежать некоторых проблем, с которыми сталкиваются большинство новых конструкций пистолетов, а передача большей части основных производственных работ компании Tanfoglio на условиях субподряда позволила IMI быстро запустить в производство пистолет, в котором будет «достаточно израильского», чтобы удовлетворить требования государственного контракта.
В то время как R-версии Jericho 941 имеют комбинированный предохранитель/спусковой крючок (рычаг спуска с взвода также действует как предохранитель и остаётся в «безопасном» положении при нажатии), версия CZ-75 (CZ-75BD) со спусковым крючком имеет простой спусковой крючок (пистолет всегда готов к стрельбе в режиме двойного действия, когда он снят с предохранителя). Ствол CZ-75 традиционно нарезной, а у Jericho 941 ствол полигональный, к тому же Jericho 941 значительно тяжелее. Данные параметры приводят к существенным различиям в условиях, в которых применяется оружие. Магазины для CZ-75 и Tanfoglio T95 взаимозаменяемы с Jericho 941.
Одним из нововведений IMI был новый патрон .41 Action Express (см. ниже), который использовался вместе с Jericho 941. Ключевой особенностью, общей для 9 мм и .41 AE, является то, что патроны AE имеют обод с пазом, который имеет тот же диаметр, что и менее мощные патроны, но гильза шире, что обеспечивает большую ёмкость и потенциал для большей мощности. Это позволяет использовать эти пары калибров в одном и том же оружии только с заменой ствола, возвратной пружины и магазина. Однако .41 AE оказался менее коммерчески успешным, чем 10mm Auto, и вскоре был снят с производства. Тем не менее, опыт работы с тяжело-заряженными патронами помог IMI в разработке версий пистолета под .40 S&W и .45 ACP. В конструкцию Jericho 941 были установлены дополнительные планки на раме для установки ЛЦУ или фонариков, что можно найти на многих современных полуавтоматических пистолетах.

## Варианты
Появление Jericho 941 также представило на рынке новый калибр .41 Action Express (или .41 AE), разработанный в 1986 году. .41 AE представлял собой патрон с закраиной, предназначенный для использования калибра 10,25 мм и дублирующий полицейский патрон уменьшенной мощности .41 Magnum.
Первоначально Jericho поставлялся с двумя стволами: один для 9×19 мм Парабеллум, а другой для .41 AE. Поскольку .41 AE был разработан с фальцевым ободом тех же размеров, что и у 9мм, экстрактор и эжектор работают одинаково хорошо для обоих патронов. Более поздняя компактная версия Jericho 941 выпускалась под патрон .45 ACP и 9мм.
Кроме того, в пистолетах Jericho изначально использовались стволы с полигональными нарезами, которые иногда давали несколько бо́льшую скорость вследствие лучшего прилегания пули к стволу. С 2005 по 2007 год IWI перешла на обычные нарезы с канавкой. 
Jericho 941 в настоящее время находится на вооружении израильских сил безопасности, однако 11 июля 2012 года Israel Weapon Industries проиграла тендер на 1,2 миллиарда песо на закупку 60 000 пистолетов для филиппинской национальной полиции.
- Фотографии
- Jericho 941 F со снятым магазином
- Компактный полимерный вариант пистолета
- Jericho 941 с планкой Пикатинни и предохранителем на раме

IMI Jericho 941F правительства Израиля, иногда доступные на гражданском рынке оружия в США, представляют собой версии SAO (только одинарного действия) моделей IMI/IWI Jericho 941, продаваемых исключительно в США. Эти пистолеты могут поставляться либо с заводскими спусковыми крючками SAO, либо с модификациями спускового крючка/рамки, выполненными израильскими оружейниками. Модифицированную версию Armorer можно отличить по дополнительной шпильке, добавленной в раму немного впереди спускового крючка (также шкворня). Этот дополнительный роликовый штифт предотвращает перемещение спускового крючка вперед в несуществующее теперь положение DA внутри спусковой скобы.

## Операторы
- Чили: Корпус морской пехоты Чили использует IWI Jericho 941 RPSL.[4][5]
- Колумбия[6]
- Коста-Рика[7]
- Сальвадор
- Грузия: Используется армией и полицией.[8]
- Греция[9]
- Индия: Используется спецназом.[10]
- Израиль: Используется полицией и ЦАХАЛом.[11]
- Никарагуа[12]
- Перу[13]
- Румыния: Производится на Куджирском механическом заводе как Pistol model 2000.[14][15]
- Сербия[16]
- Республика Корея: Используется армией и военной полицией[17]
- Украина: С сентября 2009 года производится на Украине как Форт 21.[18] Используется в полиции и спецназе[19]
- Вьетнам: Ограниченно используется в армии и полиции. Производится на заводе Z111.[20][21]